# Budnick Hill
Budnick Hill är en kulle i Antarktis. Den ligger i Östantarktis. Australien gör anspråk på området. Toppen på Budnick Hill är 31 meter över havet.
Terrängen runt Budnick Hill är platt åt sydväst, men österut är den kuperad. Havet är nära Budnick Hill åt nordväst. Trakten är glest befolkad. Närmaste befolkade plats är Casey Station, 0,44 kilometer söder om Budnick Hill. 